# Teddy Boy
Teddy Boy foi uma subcultura britânica das décadas de 1950 e 1970. Era tipificada por homens jovens usando roupas inspiradas nos estilos da era eduardiana, que estilistas de Savile Row haviam tentado re-introduzir após a Segunda Guerra Mundial. A subcultura iniciou-se em Londres na década de 1950 e espalhou-se rapidamente pelo Reino Unido, tendo ficado associada ao rock and roll e ao rockabilly tocado por músicos norte-americanos.Os Teddy Boys costumavam brigar intensamente com os Mods.